# Seznam belgijskih slikarjev
Seznam belgijskih slikarjev.

## A
- Lucas Achtschellinck
- Benoit Adam
- Pieter Coecke van Aelst
- Hendrick Aerts
- Edouard Agneessens
- Pierre Alechinsky
- Stefan Annerel
- Alphonse Asselbergs

## B
- Albert Baertsoen
- Rachel Baes
- Charles Baugniet
- Piet Bekaert
- Fernand Berckelaers
- Frits Van den Berghe
- Bert De Beul
- Édouard De Bièfve
- Anna Boch
- Eugène Boch
- Jan Frans De Boever
- Gaston Bogaert
- Anne Bonnet
- Guglielmo Borremans
- Michaël Borremans
- Andrée Bosquet
- Jan Bosschaert
- Renaat Bosschaert
- Michel Bouillon
- Henri de Braekeleer
- Paul Bril
- Cris Brodahl
- Adriaen Brouwer
- Ayne Bru
- Pieter Bruegel starejši
- André Buzin

## C
- Robert Campin
- Jean-Baptiste Capronnier
- François Cautaerts
- Philippe de Champaigne
- Caroline Chariot-Dayez
- Petrus Christus
- Emile Claus
- Paul Jean Clays
- Jan De Cock
- Corneille (Cornelis van Beverloo)
- Jan Cox
- Gaspar De Crayer
- Georges Croegaert
- Luc-Peter Crombé
- Paul Cuvelier

## D
- Gerard David
- William Degouve de Nuncques
- Carole Dekeijser
- Cesare Dell'Acqua (1821–1905) (avstrijsko/italijansko-belgijski)
- Paul Delvaux (1897–1994)
- Jean Delville
- Frans Depooter
- Gustave De Smet
- Léon De Smet
- Louis Dewis
- Pieter Franciscus Dierckx
- Sam Dillemans
- Philippe Dubois
- Christian Dotremont
- Joseph-Francois Ducq
- Sir Anthony van Dyck

## E
- James Ensor (1860–1949)
- Henri Evenepoel

## F
- Alfred William Finch
- Jean-Michel Folon
- Théodore Fourmois
- Pauwels Franck
- Magda Francot
- Léon Frédéric
- Alice Frey
- Jan Fyt

## G
- Willem Gabron
- Louis Gallait
- Fanny Geefs
- Frans Van Giel
- Hugo van der Goes
- Graba' (Ignace De Graeve) (1940-2016)
- Jane Graverol
- Henry de Groux (1866–1930)

## H
- André Hallet
- Philip Henderickx
- Hugo Heyrman
- Paul Van Hoeydonck
- Marie Howet
- Guy Huygens
- Léon Huygens

## I
- Jan Thomas van Ieperen
- Jan Van Imschoot

## J
- Louis Jacobs
- Armand Jamar
- Floris Jespers
- Alfred Jonniaux
- Jacob Jordaens
- Justus iz Ghenta

## K
- Anne-Mie van Kerckhoven
- Joël Kermarrec
- Jan van Kessel
- Nicaise de Keyser
- Raoul De Keyser
- Fernand Khnopff
- François Kinson (François-Joseph Kinson)
- Magda Kint

## L
- Joseph Lacasse
- Eugène Laermans
- Gerard de Lairesse
- Octave Landuyt
- Louis Lebrun
- Cornelius Van Leemputten
- Charles Leickert
- Auguste Levêque
- Jan August Hendrik Leys
- Brata Limbourg
- Jean de Looz

## M
- Jean Baptiste Madou
- Agnes Maes
- René Magritte
- Andrée Marlière
- Frans Masereel
- André Masson (belg.-franc.)
- Armand Massonet
- Adrien-Jean Le Mayeur
- Princ Charles, Flanderski grof
- Xavier Mellery
- Constantin Meunier
- Jos de Mey
- Henri Michaux
- Eugeen Van Mieghem
- Jan Miel
- Joos de Momper
- Dolores Morcillo
- Émile Motte

## N
- Erik Nagels
- François-Joseph Navez
- Pieter Neeffs
- Adam van Noort

## O
- Jacob van Oost
- Bernard van Orley

## P
- Joachim Patinir
- Pierre Paulus
- Clara Peeters
- Constant Permeke
- Jean-François Portaels
- Erik Pevernagie
- Louis Pevernagie
- Pierre Pirson
- Oswald Poreau
- Pieter Pourbus

## R
- Armand Rassenfosse
- Pierre-Joseph Redouté
- Roger Raveel
- Roger Remaut
- Félicien Rops
- Peter Paul Rubens
- Theo van Rysselberghe

## S
- Achille Van Sassenbrouck
- Anthoni Schoonjans
- Albert Servaes
- Victor Servranckx
- Michel Seuphor
- Gustave De Smet
- Léon De Smet
- Frans Snyders
- Roger Somville
- Gustaaf Sorel
- Octave Soudan
- Léon Spilliaert
- Romain Steppe
- Alfred Stevens
- Joseph-Benoît Suvée

## T
- David Teniers mlajši
- Jan Theuninck
- Pierre Thevenet
- Luc Tuymans

## U
- Lucas van Uden

## V
- Jef Vanderveken
- Otto van Veen
- Henry van de Velde
- Eugène Joseph Verboeckhoven
- Tim Verfaillie
- Fernand Verhaegen
- Piet Verhaert
- Jan Verhas
- Michel Marie Charles Verlat
- Matthias de Visch
- Brata de Vriendt

## W
- Abraham van der Waeyen Pieterszen
- Egide Charles Gustave Wappers
- Emile Wauters
- Pierre Wemaëre
- Rogier van der Weyden
- Antoine Joseph Wiertz
- Florent Joseph Marie Willems
- Roger Wittenbergom
- Roger Wittevrongel
- Gustave Van de Woestijne
- Rik Wouters

## Y
- Jan Yoors

## ==Glej tudi==:
- seznam flamskih slikarjev
- seznam francoskih slikarjev